# Eric Larsson (fotbollsspelare)
Eric Larsson, född 15 juli 1991, är en svensk fotbollsspelare (försvarare) som spelar för norska Lillestrøm.
Larssons moderklubb är Gävle GIK. 2006 gick han till Gefle IF. Larsson debuterade för Gefle i Allsvenskan 2010. Inför säsongen 2013 gick han till GIF Sundsvall. Larsson spelade 125 ligamatcher under fem säsonger för Sundsvall. Inför säsongen 2018 gick han till Malmö FF.

## Karriär

### Gefle IF
Larsson började spela fotboll i Gävle GIK som sexåring. 2006 gick han över till Gefle IF. Larsson debuterade i Allsvenskan den 5 april 2010 i en 3–1-vinst över Mjällby AIF, där han blev inbytt i den 85:e minuten mot Alexander Gerndt. Han gjorde ytterligare ett inhopp den 25 juli 2010 mot Trelleborgs FF, då han ersatte Hjalmar Öhagen i den 87:e minuten. Totalt blev det två ligamatcher säsongen 2010, men han gjorde även två inhopp i Europa League-kvalet mot färöiska NSÍ och georgiska Dinamo Tbilisi.
Säsongen 2011 gjorde Larsson 10 inhopp i Allsvenskan. Han spelade även en match i Svenska cupen mot Brommapojkarna som Gefle förlorade med 3–1. Säsongen 2012 spelade Larsson 24 ligamatcher, varav åtta från start. Han spelade sin första match från start den 2 april 2012 mot Malmö FF (0–0). Larsson gjorde sitt första allsvenska mål den 23 maj 2012 i en 2–1-vinst över Örebro SK. Han spelade även en cupmatch mot Karlstad BK under säsongen.
Totalt spelade han 36 allsvenska matcher för Gefle IF.

### GIF Sundsvall
Den 18 december 2012 skrev Larsson på ett treårskontrakt med GIF Sundsvall. Han debuterade den 2 mars 2013 i en 2–1-förlust mot IK Frej i Svenska cupen. Han spelade ytterligare två matcher i gruppspelet av Svenska cupen 2012/2013 mot Östers IF och Malmö FF.
Larsson debuterade i Superettan den 7 april 2013 i en 3–0-förlust mot Jönköpings Södra. Den 24 augusti 2013 gjorde han sitt första mål för GIF Sundsvall i en 2–1-vinst över Degerfors IF. Larsson spelade totalt 24 matcher och gjorde ett mål i Superettan 2013, varav 20 från start. GIF Sundsvall slutade på tredje plats och fick kvala mot Halmstads BK om en plats i Allsvenskan 2014. Första matchen slutade 1–1 medan den andra matchen, där Larsson fick göra ett inhopp, slutade med en 2–1-förlust för Sundsvall som då fick spela vidare i Superettan.
Säsongen 2014 spelade Larsson 20 ligamatcher, varav 14 från start. Han spelade även en match i Svenska cupen mot Dalkurd FF. GIF Sundsvall slutade på en andra plats i Superettan och blev uppflyttade till Allsvenskan 2015. Säsongen 2015 spelade Larsson 24 ligamatcher samt en match i Svenska cupen mot Enskede IK. Den 16 september 2015 förlängde han sitt kontrakt i klubben fram över säsongen 2017.
Säsongen 2016 spelade Larsson 29 ligamatcher och gjorde ett mål. Målet kom den 21 oktober 2016 i en 1–1-match mot sin tidigare klubb, Gefle IF. Larsson spelade under säsongen tre matcher i gruppspelet av Svenska cupen 2015/2016 mot Ängelholms FF, IK Sirius och Malmö FF. Under säsongen spelade han även i 1–0-förlusten mot BKV Norrtälje i den andra omgången av Svenska cupen 2016/2017.
Säsongen 2017 spelade Larsson 28 ligamatcher och gjorde tre mål. Han blev efter säsongen nominerad till "Årets försvarare i Allsvenskan", ett pris som dock vanns av Malmö FF:s Anton Tinnerholm.

### Malmö FF
I november 2017 skrev Larsson på ett fyraårskontrakt med Malmö FF. Han debuterade den 18 februari 2018 i en 1–0-vinst över Dalkurd FF i den första gruppspelsmatchen av Svenska cupen 2017/2018. Larsson spelade även i den andra gruppspelsmatchen mot Gefle IF, kvartsfinalen mot IFK Göteborg samt semifinalen mot Östersunds FK. MFF tog sig till finalen av Svenska cupen, där de dock förlorade med 3–0 mot Djurgårdens IF.

### OFI Kreta
Den 16 augusti 2022 värvades Larsson av grekiska OFI Kreta, där han skrev på ett tvåårskontrakt.

### Lillestrøm
I april 2024 värvades Larsson av norska Lillestrøm, där han skrev på ett 1,5-årskontrakt.

## Karriärstatistik
| Klubb              | Säsong             | Liga                | Liga    | Liga | Nationell cup | Nationell cup | Övrigt  | Övrigt | Totalt  | Totalt |
| Klubb              | Säsong             | Division            | Matcher | Mål  | Matcher       | Mål           | Matcher | Mål    | Matcher | Mål    |
| ------------------ | ------------------ | ------------------- | ------- | ---- | ------------- | ------------- | ------- | ------ | ------- | ------ |
| Gefle IF           | 2010               | Allsvenskan         | 2       | 0    | 0             | 0             | 2       | 0      | 2       | 0      |
| Gefle IF           | 2011               | Allsvenskan         | 10      | 0    | 1             | 0             | —       | —      | 11      | 0      |
| Gefle IF           | 2012               | Allsvenskan         | 24      | 1    | 1             | 0             | —       | —      | 25      | 1      |
| Gefle IF           | Totalt             | Totalt              | 36      | 1    | 2             | 0             | 2       | 0      | 40      | 1      |
| GIF Sundsvall      | 2013               | Superettan          | 24      | 1    | 3             | 0             | 1       | 0      | 27      | 1      |
| GIF Sundsvall      | 2014               | Superettan          | 20      | 0    | 1             | 0             | —       | —      | 21      | 0      |
| GIF Sundsvall      | 2015               | Allsvenskan         | 24      | 0    | 1             | 0             | —       | —      | 25      | 0      |
| GIF Sundsvall      | 2016               | Allsvenskan         | 29      | 1    | 4             | 0             | —       | —      | 33      | 1      |
| GIF Sundsvall      | 2017               | Allsvenskan         | 28      | 3    | 0             | 0             | —       | —      | 28      | 3      |
| GIF Sundsvall      | Totalt             | Totalt              | 125     | 5    | 9             | 0             | 1       | 0      | 135     | 5      |
| Malmö FF           | 2018               | Allsvenskan         | 25      | 2    | 6             | 0             | 10      | 1      | 41      | 3      |
| Malmö FF           | 2019               | Allsvenskan         | 25      | 0    | 3             | 0             | 11      | 0      | 39      | 0      |
| Malmö FF           | 2020               | Allsvenskan         | 30      | 3    | 5             | 2             | 1       | 0      | 14      | 2      |
| Malmö FF           | 2021               | Allsvenskan         | 23      | 0    | 1             | 0             | 9       | 0      | 33      | 0      |
| Malmö FF           | 2022               | Allsvenskan         | 13      | 0    | 6             | 1             | 5       | 0      | 24      | 1      |
| Malmö FF           | Totalt             | Totalt              | 116     | 5    | 21            | 3             | 36      | 1      | 173     | 9      |
| OFI Kreta          | 2022/2023          | Grekiska superligan | 5       | 0    | 0             | 0             | —       | —      | 5       | 0      |
| Totalt i karriären | Totalt i karriären | Totalt i karriären  | 282     | 11   | 32            | 3             | 39      | 1      | 331     | 12     |

1. ↑  Matcher i Europa League 2010/2011.
2. ↑  Uppflyttningskvalmatch mot Halmstads BK.[36]
3. ↑  Sex matcher och ett mål i Champions League 2018/2019, fyra matcher i Europa League 2018/2019.
4. 1 2  Match(er) i Europa League 2019/2020.
5. ↑  Matcher i Champions League 2021/2022.
6. ↑  Tre matcher i Champions League 2022/2023 och två matcher i Europa League 2022/2023.

## Meriter
Malmö FF
- Allsvenskan: 2020, 2021